# Zhetysu Aviakompania
Zhetysu Aviakompania is een Kazachse luchtvaartmaatschappij met haar thuisbasis in Taldykorgan.

## Geschiedenis
Zhetysu Aviakompania is opgericht in 1997.

## Vloot
De vloot van Zhetysu Aviakompania bestaat uit:(feb.2007)
- 1 Yakolev Yak-40()
- 1 Yakoloev Yak-40K